# Tavda (rivier)
De Tavda (Russisch: Тавда; [Tavda]) is een rivier in de Russische oblasten Sverdlovsk en Tjoemen en is een zijrivier van de Tobol binnen het stroomgebied van de Ob. De rivier ontstaat door het samenkomen van de (Zuidelijke) Sosva en de Lozva in het district Garinski in het noordoosten van oblast Sverdlovsk, die hun bronnen hebben op de oostelijke hellingen van de Noordelijke Oeral. De Tavda stroomt over de laagvlakte van het West-Siberisch Laagland en meandert sterk. De rivier heeft meerdere bronnen, maar deze worden gedomineerd door sneeuw. Het jaarlijkse waterniveau verschilt gemiddeld 5,5 meter (sinds 1911). In 1914, 1957 en 1979 waren er grote overstromingen, waarbij het water meer dan 9 meter boven het laagwaterniveau. Het verplaatsen van boomstammen per rivier, wat tot in de Sovjet-Unie gewoon was op deze rivier, is nu verboden.
De breedte is gemiddeld 250 meter en de diepte 3 tot 8 meter. Het debiet is 462 m³/s op 237 kilometer van de monding (bij de gelijknamige stad Tavda) met als hoogste waarde 3250 m³/s en als laagste 11,4 m³/s. De rivier bevriest begin november en ontdooit weer aan het einde van april. In de lente vindt 60% van de afvoer plaats.
De belangrijkste zijrivier is de Pelym aan de linkerkant. Andere zijrivieren zijn de Iksa, Jemeljasjevka, Karabasjka, Taborinka, Tsjornaja, Vagil en Voltsjimja. In de bovenloop bevinden zich de broedplaatsen van de (Siberische) Witte zalm (Stenodus leucichthys). Verder komer er onder andere de Siberische steur (Acipenser baeri baerii) en Sterlet (Acipenser ruthenus) voor.
Aan de rivier ligt de gelijknamige stad Tavda.
- Gemeinsame Normdatei: 4059181-5
- Virtual International Authority File: 315162060